# Schalmei

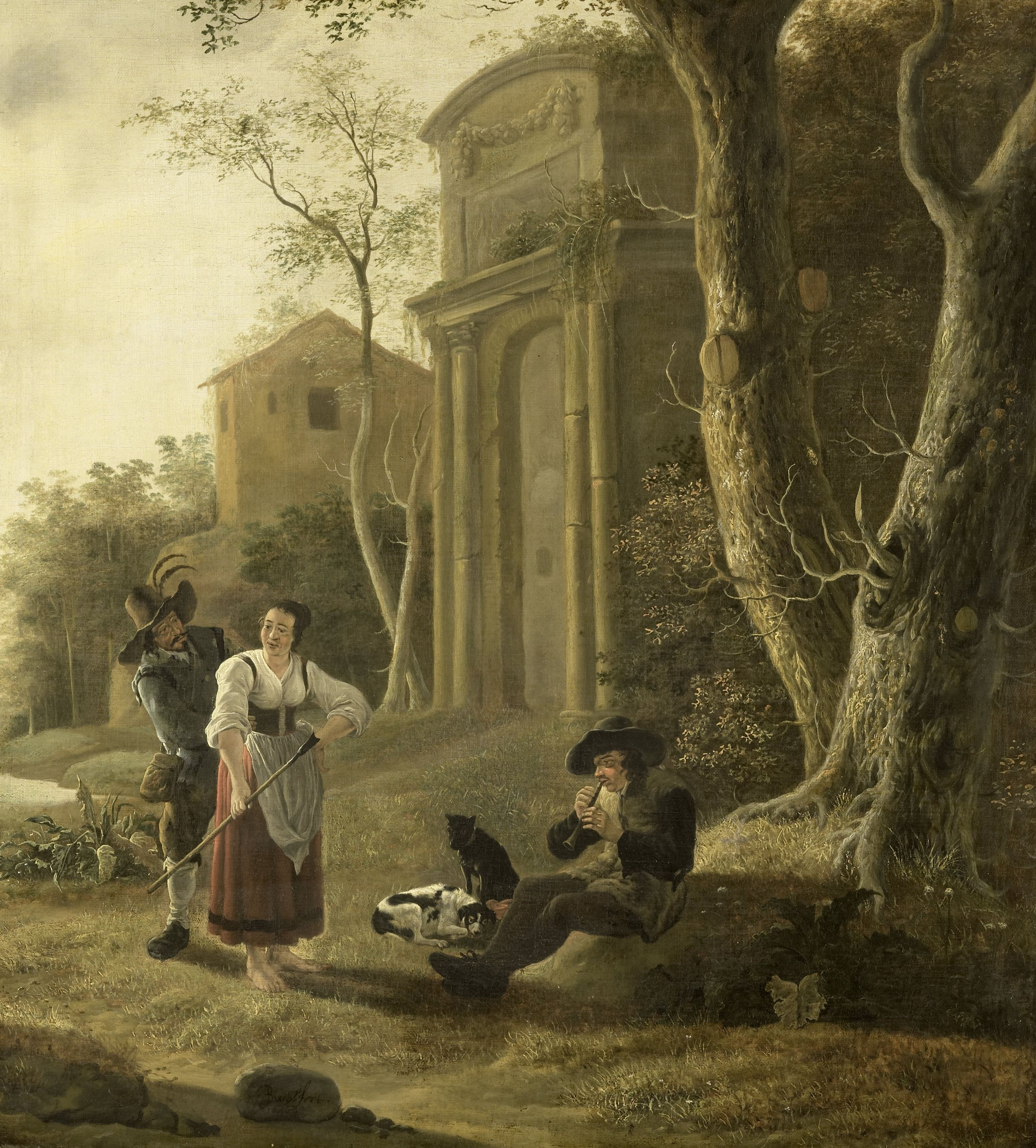
'Herderstafereel met een schalmeispeler' (1646), door Jan Baptist Wolffort (Rijksmuseum Amsterdam).

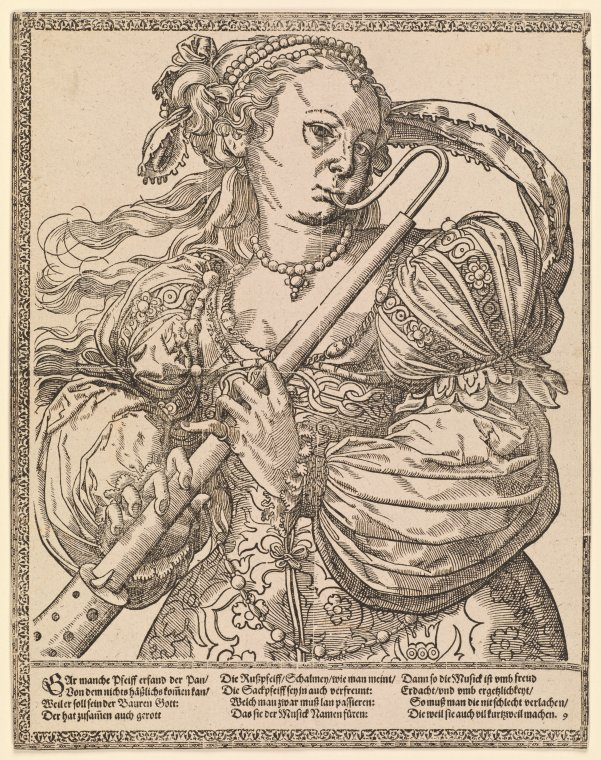
Basschalmei (ca. 1575), door Tobias Stimmer.

Een schalmei, soms herdersfluit genoemd, is een houten blaasinstrument met een rechte conische boring. De toon wordt gevormd met een dubbelriet. Vanwege zijn harde, doordringende geluid werd het instrument voornamelijk buiten bespeeld.

## Herkomst woord
Het woord is ontleend aan het Middelhoogduitse schalmïe, dat teruggaat op het Middelfranse woord chalemie ('herdersfluit'). Dat woord is verwant aan het Middelfranse chalemel ('riethalm') en het Latijnse calamellus ('riet, riethalm, rietfluit'), dat op zijn beurt teruggaat op het Griekse (καλαμος) kálamos ('riet, rietfluit').

## Verspreiding
In Aziatische culturen komen verschillende vormen voor, die het meest in de buitenlucht gebruikt worden voor dansmuziek. Ook in bijvoorbeeld Bretagne treft men nog een schalmei aan in de lokale volksmuziek: de bombarde. Op de Balkan is de zurna nog altijd in gebruik. In Catalonië kent men de 'schalmei-achtigen': de tible en de tenora.
In de Europese traditie was de schalmei samen met de grotere familieleden van de pommer een populair instrument in de Renaissance. De bas-vormen waren vaak erg zwaar en onhandelbaar en werden daarom verdrongen door een opgevouwen versie van de dulciaan, waaruit zich de moderne fagot ontwikkeld heeft.
Ook de speelpijp van een doedelzak wordt wel - enigszins ten onrechte - schalmei genoemd, hoewel men daar meestal van opgebonden dubbelrieten gebruikmaakt. Uit zo'n speelpijp heeft de hobo zich ontwikkeld.

## In de cultuur
In het traditionele kerstliedje ' 't Is geboren het godd'lijk kind' spelen de herders in het refrein op schalmeien: 'komt herders, speelt op uw feestschalmeien'.
De Nederlandse dichter J. Slauerhoff heeft een gedicht geschreven met de titel 'De Schalmei' (in: Serenade, 1930). Dit gedicht was geïnspireerd op een Duitstalig kozakkenlied, 'Ach du, meine Schalmei'.
In 1937 verscheen onder de titel Schalmei een 'Kultureel Maandblad voor het Zuiden'.
In 1963 verscheen de liedbundel De schalmei: een liederenbundel voor scouts en gidsen (uitgegeven door het Vlaams Verbond der Katholieke Scouts en de Katholieke Studentenactie), die voornamelijk gebruikt werd binnen de jeugdbeweging.
In 1997 publiceerde de Nederlandse dichter J. Bernlef een gedicht met de titel 'Chalumeau' (Frans equivalent voor en etymologisch identiek aan schalmei) in het tijdschrift Raster.